# Становое (деревня, Сидоровское муниципальное образование)
Становое — деревня в Грязовецком районе Вологодской области на реке Лежа в месте впадения в неё реки Почка.
Входит в состав Сидоровского муниципального образования (с 1 января 2006 года по 9 апреля 2009 года входила в Лежское муниципальное образование), с точки зрения административно-территориального деления — в Лежский сельсовет.
Расстояние до районного центра Грязовца по автодороге — 40 км, до центра муниципального образования Сидорово по прямой — 28 км. Ближайшие населённые пункты — Становое, Глубокое, Задорка.
По переписи 2002 года население — 10 человек.